# Humfrey Anger
Joseph Humfrey Anger (* 3. Juni 1862 in Faringdon; † 11. Juni 1913 in Toronto) war ein kanadischer Organist, Komponist, Dirigent und Musikpädagoge.

## Leben
Anger studierte Musik an der Oxford University und am Trinity College in Toronto. Er wirkte als Schullehrer, Kirchenorganist und Dirigent der Ludlow Choral and Orchestral Society und wurde 1893 Leiter der Abteilung Musiktheorie des Royal Conservatory of Music in Toronto. Von 1894 bis 1896 war er Organist und Chorleiter an der Church of the Ascension, dann an der Old St Andrew's Presbyterian Church und ab 1902 an der Central Methodist Church. Daneben war er von 1895 bis 1896 Präsident der Canadian Society of Musicians, von 1896 bis 1898 Dirigent des Toronto Philharmonic Orchestra sowie Leiter der  American Guild of Organists für Ontario.
Anger komponierte hauptsächlich Kirchenmusik, außerdem auch einige Klavier- und Orgelwerke, darunter eine Konzertouvertüre für Orgel und Tintamarre, Morceau de Salon. Mit der Kantate A Song of Thanksgiving gewann er den Jubilee Prize der Bath Philharmonic Society und mit dem Madrigal Bonnie Belle 1890 den London Madrigal Society Prize.  Außerdem verfasste er mehrere musiktheoretische und -pädagogische Schriften, darunter Church Music (1893), Form in Music (1898, 1900), Elements of Harmony (1902), A Treatise on Harmony, (drei Bände, 1905, 1906–12, 1919). The Modern Enharmonic Scale (1907) und A Key to the Exercises in Part I and II of A Treatise on Harmony  (zwei Bände, 1909, 1913).